# Hanka Paldum
Hanka Paldum (ur. 28 kwietnia 1956 w Čajničach) – bośniacka producentka muzyczna i piosenkarka, wykonująca utwory z gatunku sevdalinki.

## Życiorys
Jest jednym z piątki dzieci Mujo i Pemby Paldum. Jej talent wokalny dostrzegł nauczyciel w czasie, kiedy uczyła się w szkole podstawowej. Mimo sprzeciwu ojca, Hanka występowała w szkolnym chórze, a także w miejscowym domu kultury. Po przenosinach rodziny do Sarajewa, rozpoczęła naukę w średniej szkole handlowej. W 1973 wzięła udział w przesłuchaniach, organizowanych przez Radio Sarajewo i wystąpiła w konkursie Pevajmo danu mladosti, organizowanym dla młodych piosenkarzy-amatorów. W tym samym roku wydała pierwszy singel z utworami: Burmu ću tvoju nositi i Ljubav žene.
W 1974 wystąpiła na festiwalu w Ilidžy z utworem Vrbas, śpiewała także w Radiu Sarajewo. W tym czasie współpracowała z kompozytorem Mijatem Bozoviciem. Owocem tej współpracy były nagrania cieszące się znaczną popularnością w b. Jugosławii (Još te volim, Zelene oči). W 1976 występowała gościnnie w koncertach Mehe Puzicia, jednego z najbardziej znanych wykonawców sevdalinek.
W 1979 ukazał się pierwszy album wokalistki Iz bosanske sehare, który zawierał dziewięć nowych utworów, w tym najbardziej popularny Crne kose (Czarne włosy). W ramach promocji albumu odbyła trasę koncertową po Jugosławii, którą zakończyła koncertem w belgradzkim Domu Sindikata. W 1982 ukazał się drugi album Sanjam, który został sprzedany w nakładzie miliona egzemplarzy, zyskując tytuł płyty roku. Od 1983 współpracowała z Jugodiskiem. Występowała razem z zespołem Južni vetar i współpracowała z kompozytorem Miodragiem Iliciem. Do 2013 wydała dwadzieścia albumów.
W 1991 wystąpiła w filmie Praznik u Sarajevu, a w 1993 zasiadała w jury konkursu Miss Sarajewa. Okres wojny w Bośni spędziła w Sarajewie, biorąc udział w protestach antywojennych. W 2004 otrzymała nagrodę miasta Sarajewa za jej wkład w rozwój kultury.

## Życie prywatne
W 1976 poślubiła Muradifa Brkicia, któremu zadedykowała kilka swoich utworów. Wspólnie z mężem założyła firmę producencką Sarajewo Disk. Z Brkiciem miała dwoje dzieci (Mirzad i Milena). Z początkiem lat 90. małżeństwo się rozpadło. Po raz drugi wyszła za mąż za biznesmena Fuada Hamzicia, ale małżeństwo nie trwało długo.

## Twórczość

### Albumy
- 1979: Iz Bosanske sehare
- 1980: Čežnja
- 1982: Sanjam
- 1983: Dobro došli prijatelji
- 1984: Tebi ljubavi
- 1985: Nema kajanja
- 1986: Bolno srce
- 1988: Gdje si dušo
- 1989: Kani suzo izdajice
- 1990: Vjetrovi tuge
- 1992: Uzalud behari mirišu
- 1995: Stežem srce
- 1998: Nek’ je od srca
- 2001: Džanum
- 2003: S’ kim si, takav si
- 2006: Žena kao žena
- 2007: Sevdahom kroz vrijeme
- 2007: Hanka Uživo
- 2008: Sevdah je ljubav
- 2013: Što svaka žena sanja

## Filmografia
- 1991: Praznik u Sarajevu
- 2012: Lud, zbunjen, normalan (serial)